# إسكندرية - نيويورك (فلم)
إسكندرية - نيويورك فيلم للمخرج يوسف شاهين أنتج عام 2004 كتابة يوسف شاهين وخالد يوسف. هو الفيلم الرابع في سلسلة أفلام يوسف شاهين التي تناول فيها سيرته الذاتية وهي «إسكندرية ليه، حدوتة مصرية، إسكندرية كمان وكمان».

## قصة الفيلم
في هذا الجزء يحيي (محمود حميدة) وجنجر (يسرا) عاشقان يكملان دراستهما الجامعية في نيو يورك، ولكن بعد انتهاء دراستهما يفترقان، وبعد أربعين عاما يلتم شملهما مجددا ويبدو أن لديهم شيئا مشتركا.
تبدأ القصة بمهرجان لعرض افلام المخرج المصري «يحيى» في نيويورك حين يلتقي «جنجر» زميلة الدراسة والصديقة والحبيبة القديمة التي تخبره أن لديه منها ابنا هو الآن الراقص الأول في فرقة نيويورك سيتي باليه
تعود الأحداث إلى اللحظة التي انتهى عندها فيلم إسكندرية ليه لحظة وصول يحيى إلى نيويورك أول مرة، وكيف تعرف إلى جنجر وافترقا بعدها لاعوام طويلة، ليعود إلى الولايات المتحدة مرة أخرى بعد سنوات فيتقابلا لليلة واحدة تكون نتيجتها الابن «اسكندر» الذي يرفض الاعتراف بأبيه لأنه عربي
أظهر يوسف شاهين الكثير من الغضب تجاه أمريكا والاجيال الجديدة التي تربت على افلام الاكشن والعنف وأصبحت ترى أن العالم ينتهي عند حدود الولايات المتحدة كما أنتقد بشدة في الفيلم الرفض الغربي لكل ما هو عربي
و بالطبع كان لابد أن يشيد بالإسكندرية مرة أخرى حيث كانت في شبابه في الاربعينات مدينة للتسامح وتجمع لكل الجنسيات والأديان
لم يحقق الفيلم الإيرادات المتوقعه

## بطولة
الفيلم بطولة نخبة من الممثلين ومنهم:
- محمود حميدة: يحيي شكري
- احمد يحيى (ممثل): يحيي شكري صغير- أسكندر
- يسرا اللوزي: جنجر صغيرة
- يسرا جنجر كبيرة
- ماجدة الخطيب
- هالة صدقي صديقة جنجر
- نيللي كريم راقصة البالية كارمن \ ريتا هاويري
- بشري خطيبة اسكندر
- سناء يونس
- سعاد نصر
- رمسيس مرزوق
- محمود الوزي
- محمد سليمان
- ألفت عمر
- ماهر سليم
- حمدي السخاوي

## روابط خارجية
- مقالات تستعمل روابط فنية بلا صلة مع ويكي بيانات